# Air Lease
Air Lease Corporation, (NYSE: AL), är ett amerikanskt globalt leasingföretag av kommersiella flygplan till inhemska– och utländska flygbolagskunder. Air Lease förser också sina kunder med piloter, kabin– och annan underhållspersonal.

## Flygplanstyper
Följande flygplansversioner finns till Air Lease:s förfogande:
| Airbus S.A.S.: - A319-100 - A320-200 - A320neo - A321-200 - A321neo - A330-200 - A330-300 - A350-900 - A350-1000 | ATR: - ATR 72-600 | Embraer S.A.: - Embraer 175 - Embraer 190 | The Boeing Company: - 737-700 - 737-800 - 737-8 MAX - 737-9 MAX - 787-9 - 777-300ER |

## Flygföretagskunder
Följande flygföretagskunder som leasar kommersiella flygplan av Air Lease.
| Afrika: - Etiopien - Ethiopian Airlines - Kenya - Kenya Airways - Moçambique - LAM Mozambique Airlines - Sydafrika - South African Airways | Asien: - Förenade arabemiraten - Air Arabia - Etihad Airways - Hongkong - Cathay Pacific - Indien - GoAir - SpiceJet - Indonesien - Garuda Indonesia - Kalstar Aviation - Japan - Skymark Airlines - Kazakstan - Air Astana - Kina - Air China - Xiamen Airlines - Malaysia - AirAsia - Maldiverna - Maldivian - Mongoliet - MIAT Mongolian Airlines - Pakistan - Airblue - Saudiarabien - NAS Air - Sri Lanka - Mihin Lanka - SriLankan Airlines - Sydkorea - Asiana Airlines - Korean Air - Thailand - Orient Thai Airlines - Vietnam - Vietnam Airlines | Europa: - Bulgarien - Bulgaria Air - Frankrike - Air Austral - Air France - Irland - Aer Lingus - Italien - Alitalia - Nederländerna - KLM - Transavia - Norge - Norwegian Air Shuttle - Polen - Bingo Airways - Ryssland - S7 Airlines - Schweiz - Swiss International Airlines - Spanien - Vueling Airlines - Storbritannien - British Airways - Thomas Cook - Sverige - TUIfly Nordic - Tjeckien - Travel Service Airlines - Turkiet - Corendon Airlines - SunExpress - Vitryssland - Belavia | Nordamerika: - Antigua och Barbuda - LIAT - El Salvador - TACA Airlines - Kanada - Air Canada - WestJet - Mexiko - Aeromar - volaris - Trinidad och Tobago - Caribbean Airlines - USA - Hawaiian Airlines - United Airlines | Oceanien: - Australien - Qantas - Virgin Australia - Nya Zeeland - Air New Zealand | Sydamerika: - Argentina - Aerolineas Argentinas - Brasilien - Azul Brazilian Airlines - TAM Airlines - Colombia - Avianca |